# Rémi Boucher
Pour les articles homonymes, voir Boucher.
Rémi Boucher, né à Rouyn-Noranda en 1964 est un guitariste classique canadien, compositeur et enseignant. Il est récipiendaire du premier prix dans de nombreux concours internationaux.

## Biographie

### Enfance et formation
Rémi Boucher naît en 1964 à Rouyn-Noranda, au Québec. À un très jeune âge, il démontre un intérêt pour la musique. Il commence ses études de la guitare classique dès l’âge de 12 ans avec Lise Langlois, professeure de musique à la polyvalente d’Iberville de Rouyn-Noranda et continue son parcours avec Jean Vallières au Conservatoire de musique de Montréal. Il complète ensuite sa formation et ses études à l'international avec les enseignants et guitaristes Josep Henriquez, José Luis Rodrigo, Vladimir Mikulka, David Russell, Manuel Barrueco (en Espagne), Victor van Puijenbroeck (au Conservatoire royal d’Anvers en Belgique) et Oscar Ghiglia (à l’Académie de Bâle en Suisse),.

### Carrière
À la suite de ses études, il est lauréat du prix de la Fondation de musique Sylva Gelber qui encourage les jeunes musiciens dans les premiers pas d’une carrière professionnelle d’interprètes de musique classique. Lors de sa carrière, Rémi Boucher parcourt le monde comme interprète soliste, en solo ou avec un orchestre. Il participe à des concours nationaux et internationaux tels que Alessandria en Italie, A. Segovia à Palma de Mallorca, Havane à Cuba, M. Giuliani à Turin et F. Sor à Rome, et remporte le premier prix à chacun d’eux. Il enregistre des disques sous le label d’Analekta dont Torroba – Abril en 1992, Col. Lectici Intim en 1995 et Torroba – Abril – Sonatina Para Guitarra Y Orchestra, Interludio I, Interludio II, Concierto Mudéjar en 2005. Il s’intéresse à toutes les musiques pour guitare classique comme le démontre son répertoire varié, allant des concertos de Joaquín Rodrigo, Heitor Villa-Lobos, Manuel M. Ponce, Federico Moreno Torroba, Leo Brouwer, Antón García Abril, Mauro Giuliani et Antonio Vivaldi et des pièces pour guitare seule de toutes les époques.

### Nouvelles techniques
Il a un grand intérêt pour les autres instruments et cultures qui l’inspirent à créer de nouvelles techniques pour la guitare classique et à agrandir les possibilités de l’instrument. Toujours avec la philosophie de créer de nouveaux horizons pour la guitare classique, il collabore avec des compositeurs dont Jacques Marchand pour explorer ces nouvelles possibilités. Jacques Marchand écrit notamment un concerto pour faire valoir le jeu virtuose de Rémi Boucher. Rémi Boucher étant aussi compositeur, met aussi la main à la pâte avec des compositions et une méthode explorant de nouvelles techniques.

### Enseignement

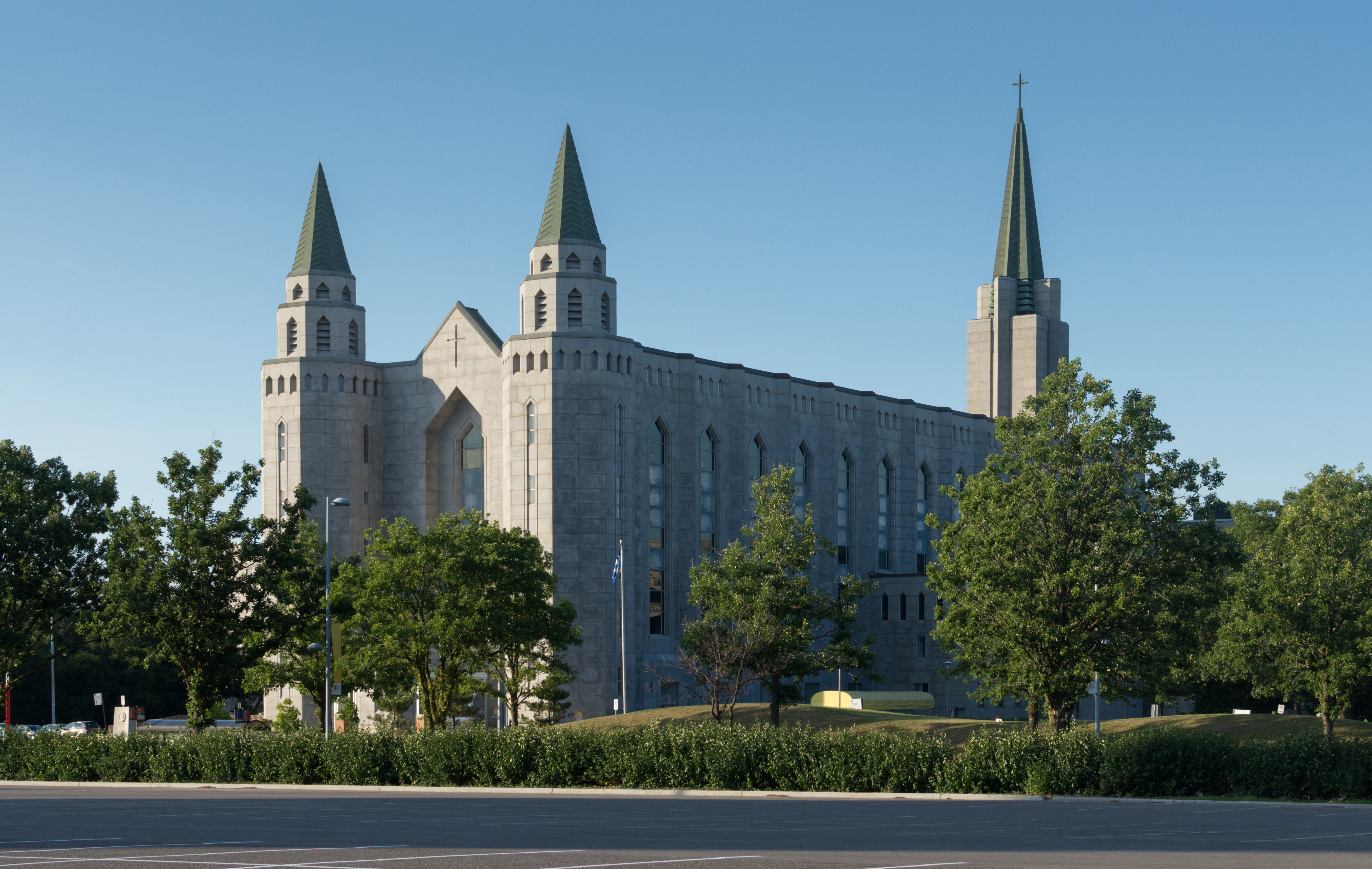
Pavillon Louis-Jacques-Casault de l'Université Laval

Rémi Boucher enseigne la guitare classique à l’Université Laval et au Conservatoire de musique de Québec avec la mission de rendre la musique plus accessible aux jeunes avec des ateliers gratuits. Il pense que la musique devrait être accessible à tous, que tout le monde devrait avoir les moyens de s'épanouir.

## Prix et distinctions
- Concours international de guitare classique Michele-Pittaluga, à Alessandria en Italie
- A. Segovia à Palma de Mallorca
- Havane à Cuba
- M.Giuliani à Turin
- F. Sor à Rome

## Discographie
- Torroba – Abril (1992)
- Col. Lectici Intim (1995)
- Torroba – Abril – Sonatina Para Guitarra Y Orchestra, Interludio I, Interludio II, Concierto Mudéjar (2005)